# Su nombre era el de todas las mujeres
Su nombre era el de todas las mujeres es el tercer álbum solista de Loquillo. En este disco se han realizado adaptaciones de poemas de Luis Alberto de Cuenca. La música y adaptaciones estuvieron a cargo de Gabriel Sopeña.
El formato es CD, presentado como disco-libro, y también se encuentra en vinilo. Las ilustraciones del libro fueron hechas por Fernando Pereira.

## Lista de canciones
1. Political incorrectness - 3:31
2. Nuestra vecina - 3:45
3. La noche blanca - 4:40
4. Cuando vivías en la castellana - 3:57
5. El encuentro - 6:20
6. Farai un vers de dreyt nien - 3:00
7. Alicia, disfrazada de Leia Organa - 4:14
8. La malcasada - 5:00
9. La tempestad - 2:17
10. Su nombre era el de todas las mujeres - 4:45